# Walter Rauff
Walter Rauff, född 19 juni 1906 i Köthen (Anhalt), död 14 maj 1984 i Las Condes, Chile, var en tysk SS-Standartenführer och korvettkapten i reserven. Han var 1941–1942 chef för den tekniska avdelningen, Amt II:D, vid Reichssicherheitshauptamt (RSHA), Tredje rikets säkerhetsministerium.

## Biografi
Walter Rauff inträdde i Nationalsocialistiska tyska arbetarepartiet (NSDAP) 1937 och i Schutzstaffel (SS) 1939. Han blev 1941 chef för RSHA:s tekniska avdelning och ledde konstruktionen av gasvagnar, de fordon som användes för att mörda bland annat judar under Förintelsen. 1942–1943 var Rauff stationerad i Tunisien, där han ledde han en specialenhet inom SS samt fick i uppdrag att  organisera utrotningen av den judiska befolkningen i Nordafrika. Han var därefter stationerad som SS-tjänsteman i norra Italien. Vid krigsslutet greps Rauff av amerikanska styrkor och placerades i ett krigsfångeläger i Rimini, men lyckades fly och gick under jorden.
Under 1940-talets sista år var Rauff rådgivare åt såväl Syriens som Israels underrättelsetjänster, kort innan grundandet av Mossad 1949. 1958 fick han hjälp av ODESSA att emigrera till Chile. År 1962 greps han efter det att Västtyskland begärt honom utlämnad. Utlämningsbegäran avslogs, då Rauffs brott enligt chilensk lagstiftning var preskriberade. Under Augusto Pinochets militärdiktatur var Rauff rådgivare inom DINA, Chiles säkerhetspolis.
År 2011 framkom det att Rauff mellan 1958 och 1962 var agent för den västtyska underrättelsetjänsten Bundesnachrichtendienst i Sydamerika.